# Portrait du procurateur Jacopo Soranzo
Le Portrait du procurateur Jacopo Soranzo est un tableau du Tintoret, peintre italien de la Renaissance  réalisé à l'huile sur toile. Il mesure 106 × 90 cm. Il a été peint en 1550 et est exposé dans les galeries de l'Académie de Venise.

## Description
Le tableau montre Jacopo Soranzo, qui, comme l'indique l'inscription partiellement effacée, a occupé la charge de procurateur (magistrat de la république de Venise) en 1550. Tintoret a fait une autre toile du portrait, de grande taille, dans laquelle le procurateur apparaissait au centre entouré par sa famille. Cette œuvre est actuellement divisée en trois parties au château des Sforza à Milan.